# نیپونوسور
نیپونوسور (نام علمی: Nipponosaurus) نام یک گونه از تیره هادروسارید است.